# Petlushkwohap Mountain
Petlushkwohap Mountain är ett berg i Kanada.   Det ligger i provinsen British Columbia, i den södra delen av landet, 3 400 km väster om huvudstaden Ottawa. Toppen på Petlushkwohap Mountain är 2 939 meter över havet, eller 510 meter över den omgivande terrängen. Bredden vid basen är 4,0 km.
Terrängen runt Petlushkwohap Mountain är bergig västerut, men österut är den kuperad.Trakten runt Petlushkwohap Mountain är nära nog obefolkad, med mindre än två invånare per kvadratkilometer.. Det finns inga samhällen i närheten.
Trakten runt Petlushkwohap Mountain består i huvudsak av gräsmarker.